# Wereldkampioenschap superbike van Hockenheim 2000
Het wereldkampioenschap superbike van Hockenheim 2000 was de zesde ronde van het wereldkampioenschap superbike en de vijfde ronde van het wereldkampioenschap Supersport 2000. De races werden verreden op 4 juni 2000 op de Hockenheimring Baden-Württemberg nabij Hockenheim, Duitsland.

## Superbike

### Race 1
| Pos | Nr  | Rijder               | Constructeur | Rondes | Tijd        | Grid | Punten |
| --- | --- | -------------------- | ------------ | ------ | ----------- | ---- | ------ |
| 1   | 21  | Troy Bayliss         | Ducati       | 14     | 28:20.273   | 2    | 25     |
| 2   | 4   | Akira Yanagawa       | Kawasaki     | 14     | +0.202      | 4    | 20     |
| 3   | 41  | Noriyuki Haga        | Yamaha       | 14     | +0.748      | 5    | 16     |
| 4   | 2   | Colin Edwards        | Honda        | 14     | +0.799      | 1    | 13     |
| 5   | 111 | Aaron Slight         | Honda        | 14     | +3.484      | 9    | 11     |
| 6   | 13  | Andreas Meklau       | Ducati       | 14     | +7.183      | 8    | 10     |
| 7   | 3   | Troy Corser          | Aprilia      | 14     | +7.259      | 3    | 9      |
| 8   | 33  | Robert Ulm           | Ducati       | 14     | +16.461     | 16   | 8      |
| 9   | 30  | Alessandro Antonello | Aprilia      | 14     | +22.330     | 7    | 7      |
| 10  | 155 | Ben Bostrom          | Ducati       | 14     | +26.570     | 14   | 6      |
| 11  | 5   | Simon Crafar         | Kawasaki     | 14     | +26.623     | 10   | 5      |
| 12  | 45  | James Haydon         | Ducati       | 14     | +26.915     | 15   | 4      |
| 13  | 19  | Juan Borja           | Ducati       | 14     | +27.514     | 17   | 3      |
| 14  | 40  | Steve Plater         | Kawasaki     | 14     | +27.777     | 18   | 2      |
| 15  | 18  | Markus Barth         | Yamaha       | 14     | +38.373     | 20   | 1      |
| 16  | 39  | Alessandro Gramigni  | Yamaha       | 14     | +38.730     | 21   |        |
| 17  | 20  | Marco Borciani       | Ducati       | 14     | +38.940     | 24   |        |
| 18  | 9   | Katsuaki Fujiwara    | Suzuki       | 14     | +49.220     | 11   |        |
| 19  | 46  | Mauro Sanchini       | Ducati       | 14     | +51.470     | 25   |        |
| 20  | 38  | Lance Isaacs         | Ducati       | 14     | +51.470     | 26   |        |
| 21  | 35  | Giovanni Bussei      | Kawasaki     | 14     | +51.745     | 22   |        |
| 22  | 113 | Paolo Blora          | Ducati       | 14     | +52.073     | 27   |        |
| 23  | 10  | Vittoriano Guareschi | Yamaha       | 14     | +1:02.355   | 12   |        |
| 24  | 23  | Jiří Mrkývka         | Ducati       | 14     | +1:43.042   | 31   |        |
| DNF | 7   | Pierfrancesco Chili  | Suzuki       | 13     | Uitgevallen | 6    |        |
| DNF | 11  | Lucio Pedercini      | Ducati       | 12     | Uitgevallen | 23   |        |
| DNF | 28  | Jürgen Oelschläger   | Yamaha       | 11     | Uitgevallen | 19   |        |
| DNF | 15  | Igor Antonelli       | Kawasaki     | 10     | Uitgevallen | 30   |        |
| DNF | 69  | Jonnie Ekerold       | Honda        | 6      | Uitgevallen | 29   |        |
| DNF | 32  | Massimo De Silvestro | Kawasaki     | 6      | Uitgevallen | 34   |        |
| DNF | 501 | Anthony Gobert       | Bimota       | 2      | Uitgevallen | 28   |        |
| DNF | 47  | John Reynolds        | Ducati       | 1      | Uitgevallen | 13   |        |
| DNF | 24  | Vladimír Karban      | Suzuki       | 1      | Uitgevallen | 33   |        |
| DNF | 44  | Claude-Alain Jäggi   | Honda        | 1      | Uitgevallen | 32   |        |

### Race 2
| Pos | Nr  | Rijder               | Constructeur | Rondes | Tijd        | Grid | Punten |
| --- | --- | -------------------- | ------------ | ------ | ----------- | ---- | ------ |
| 1   | 41  | Noriyuki Haga        | Yamaha       | 14     | 28:20.519   | 5    | 25     |
| 2   | 2   | Colin Edwards        | Honda        | 14     | +0.170      | 1    | 20     |
| 3   | 7   | Pierfrancesco Chili  | Suzuki       | 14     | +0.406      | 6    | 16     |
| 4   | 21  | Troy Bayliss         | Ducati       | 14     | +0.687      | 2    | 13     |
| 5   | 111 | Aaron Slight         | Honda        | 14     | +6.083      | 9    | 11     |
| 6   | 3   | Troy Corser          | Aprilia      | 14     | +6.132      | 3    | 10     |
| 7   | 30  | Alessandro Antonello | Aprilia      | 14     | +8.878      | 7    | 9      |
| 8   | 13  | Andreas Meklau       | Ducati       | 14     | +14.097     | 8    | 8      |
| 9   | 33  | Robert Ulm           | Ducati       | 14     | +17.514     | 16   | 7      |
| 10  | 9   | Katsuaki Fujiwara    | Suzuki       | 14     | +17.845     | 11   | 6      |
| 11  | 155 | Ben Bostrom          | Ducati       | 14     | +19.201     | 14   | 5      |
| 12  | 19  | Juan Borja           | Ducati       | 14     | +23.877     | 17   | 4      |
| 13  | 10  | Vittoriano Guareschi | Yamaha       | 14     | +36.460     | 12   | 3      |
| 14  | 5   | Simon Crafar         | Kawasaki     | 14     | +37.953     | 10   | 2      |
| 15  | 18  | Markus Barth         | Yamaha       | 14     | +43.444     | 20   | 1      |
| 16  | 38  | Lance Isaacs         | Ducati       | 14     | +44.246     | 26   |        |
| 17  | 28  | Jürgen Oelschläger   | Yamaha       | 14     | +47.227     | 19   |        |
| 18  | 20  | Marco Borciani       | Ducati       | 14     | +49.995     | 24   |        |
| 19  | 39  | Alessandro Gramigni  | Yamaha       | 14     | +54.398     | 21   |        |
| 20  | 113 | Paolo Blora          | Ducati       | 14     | +56.689     | 27   |        |
| 21  | 23  | Jiří Mrkývka         | Ducati       | 14     | +1:39.446   | 31   |        |
| 22  | 44  | Claude-Alain Jäggi   | Honda        | 13     | +1 ronde    | 32   |        |
| DNF | 35  | Giovanni Bussei      | Kawasaki     | 12     | Uitgevallen | 22   |        |
| DNF | 15  | Igor Antonelli       | Kawasaki     | 11     | Uitgevallen | 30   |        |
| DNF | 4   | Akira Yanagawa       | Kawasaki     | 9      | Uitgevallen | 4    |        |
| DNF | 45  | James Haydon         | Ducati       | 7      | Uitgevallen | 15   |        |
| DNF | 46  | Mauro Sanchini       | Ducati       | 6      | Uitgevallen | 25   |        |
| DNF | 11  | Lucio Pedercini      | Ducati       | 5      | Uitgevallen | 23   |        |
| DNF | 69  | Jonnie Ekerold       | Honda        | 5      | Uitgevallen | 29   |        |
| DNF | 24  | Vladimír Karban      | Suzuki       | 4      | Uitgevallen | 33   |        |
| DNF | 40  | Steve Plater         | Kawasaki     | 3      | Uitgevallen | 18   |        |
| DNF | 501 | Anthony Gobert       | Bimota       | 3      | Uitgevallen | 28   |        |
| DNF | 32  | Massimo De Silvestro | Kawasaki     | 3      | Uitgevallen | 34   |        |
| DNF | 47  | John Reynolds        | Ducati       | 0      | Uitgevallen | 13   |        |

## Supersport
| Pos | Nr | Rijder                | Constructeur | Rondes | Tijd         | Grid | Punten |
| --- | -- | --------------------- | ------------ | ------ | ------------ | ---- | ------ |
| 1   | 4  | Jörg Teuchert         | Yamaha       | 14     | 29:50.103    | 6    | 25     |
| 2   | 5  | Rubén Xaus            | Ducati       | 14     | +0.026       | 3    | 20     |
| 3   | 1  | Stéphane Chambon      | Suzuki       | 14     | +0.162       | 4    | 16     |
| 4   | 2  | Iain MacPherson       | Kawasaki     | 14     | +0.496       | 2    | 13     |
| 5   | 15 | Paolo Casoli          | Ducati       | 14     | +0.691       | 1    | 11     |
| 6   | 69 | James Whitham         | Yamaha       | 14     | +1.063       | 13   | 10     |
| 7   | 6  | Christian Kellner     | Yamaha       | 14     | +1.110       | 5    | 9      |
| 8   | 7  | Fabrizio Pirovano     | Suzuki       | 14     | +7.034       | 9    | 8      |
| 9   | 22 | Werner Daemen         | Yamaha       | 14     | +7.667       | 11   | 7      |
| 10  | 31 | Karl Muggeridge       | Honda        | 14     | +7.861       | 7    | 6      |
| 11  | 21 | Massimo Meregalli     | Yamaha       | 14     | +8.229       | 12   | 5      |
| 12  | 8  | Cristiano Migliorati  | Suzuki       | 14     | +23.635      | 23   | 4      |
| 13  | 9  | Wilco Zeelenberg      | Yamaha       | 14     | +23.659      | 27   | 3      |
| 14  | 18 | Vittorio Iannuzzo     | Yamaha       | 14     | +23.805      | 18   | 2      |
| 15  | 19 | Walter Tortoroglio    | Ducati       | 14     | +23.963      | 21   | 1      |
| 16  | 3  | Piergiorgio Bontempi  | Ducati       | 14     | +24.118      | 17   |        |
| 17  | 12 | Andrew Pitt           | Kawasaki     | 14     | +36.730      | 14   |        |
| 18  | 46 | Nicolas Dussauge      | Yamaha       | 14     | +36.759      | 16   |        |
| 19  | 23 | Davide Bulega         | Yamaha       | 14     | +37.290      | 26   |        |
| 20  | 34 | Yves Briguet          | Ducati       | 14     | +37.385      | 24   |        |
| 21  | 39 | Nigel Arnold          | Honda        | 14     | +37.825      | 25   |        |
| 22  | 37 | Paul Young            | Yamaha       | 14     | +42.550      | 28   |        |
| 23  | 38 | Eric Mahé             | Yamaha       | 14     | +49.385      | 22   |        |
| 24  | 55 | Norino Brignola       | Yamaha       | 14     | +54.994      | 31   |        |
| 25  | 16 | Sébastien Charpentier | Honda        | 14     | +1:21.949    | 30   |        |
| DNF | 20 | Karl Harris           | Suzuki       | 11     | Ongeluk      | 15   |        |
| DNF | 48 | Stefan Scheschowitsch | Suzuki       | 11     | Ongeluk      | 33   |        |
| DNF | 14 | Christophe Cogan      | Yamaha       | 7      | Ongeluk      | 8    |        |
| DNF | 49 | Herbert Kaufmann      | Suzuki       | 2      | Ongeluk      | 29   |        |
| DNF | 10 | William Costes        | Honda        | 1      | Ongeluk      | 32   |        |
| DNF | 99 | Fabien Foret          | Ducati       | 1      | Uitgevallen  | 10   |        |
| DNF | 35 | Shinya Takeishi       | Honda        | 1      | Uitgevallen  | 19   |        |
| DNF | 24 | Maurizio Prattichizzo | Yamaha       | 0      | Uitgevallen  | 20   |        |
| DNS | 17 | Pere Riba             | Honda        | 0      | Niet gestart |      |        |

## Tussenstanden na wedstrijd

### Superbike
| Pos | Nr | Rijder              | Team     | Punten |
| --- | -- | ------------------- | -------- | ------ |
| 1   | 2  | Colin Edwards       | Honda    | 202    |
| 2   | 7  | Pierfrancesco Chili | Suzuki   | 160    |
| 3   | 41 | Noriyuki Haga       | Yamaha   | 157    |
| 4   | 3  | Troy Corser         | Aprilia  | 117    |
| 5   | 4  | Akira Yanagawa      | Kawasaki | 99     |

### Supersport
| Pos | Nr | Rijder            | Team   | Punten |
| --- | -- | ----------------- | ------ | ------ |
| 1   | 69 | James Whitham     | Yamaha | 88     |
| 2   | 4  | Jörg Teuchert     | Yamaha | 80     |
| 3   | 1  | Stéphane Chambon  | Suzuki | 80     |
| 4   | 15 | Paolo Casoli      | Ducati | 64     |
| 5   | 6  | Christian Kellner | Yamaha | 49     |

1988 · 1989 · 1990 · 1991 · 1992 · 1993 · 1994 · 1995 · 1996 · 1997 · 1999 · 2000